# Rossomyrmex
Genre
Rossomyrmex est un genre de fourmis esclavagistes de la famille des Formicidae. Chacune des quatre espèces de ce genre parasite une espèce différente de Proformica.

## Liste des espèces
Selon BioLib (6 août 2020) :
- Rossomyrmex anatolicus Tinaut, 2007 - Turquie
- Rossomyrmex minuchae Tinaut, 1981 - Espagne
- Rossomyrmex proformicarum Arnoldi, 1928 - espèce type - Russie
- Rossomyrmex quandratinodus Xia & Zheng, 1995 - Kazakhstan et Chine

## Esclavagisme
Rossomyrmex est l'un des deux genres de parasites obligatoires de la sous-famille des Formicinae, l'autre étant Polyergus. Étant chacun plus proche phylogénétiquement de leur hôte respectif que de l'autre genre d'esclavagiste, ces deux genres ont développé un comportement parasitique de façon indépendante.

### Paires parasite-hôte
- Rossomyrmex anatolicus – Proformica korbi
- Rossomyrmex minuchae – Proformica longiseta
- Rossomyrmex proformicarum – Proformica epinotalis
- Rossomyrmex quandratinodum – Proformica sp.

## Publication originale
- (en + de) K. W. Arnoldi, « Studien über die Systematik der Ameisen. III. Rossomyrmex. Neue Gattung der Ameisen und ihre Beziehungen zu den anderen Gattungen der Formicidae », Zoologischer Anzeiger, Elsevier, vol. 75,‎ 1er mars 1928, p. 299-310 (ISSN 0044-5231 et 1873-2674, OCLC 300273791, lire en ligne).